# گریس جونز: سرخه چراغ و بمی
گریس جونز: سرخه چراغ و بمی (انگلیسی: Grace Jones: Bloodlight and Bami) فیلم مستند زندگی‌نامه‌ای دربارهٔ خواننده جامائیکایی گریس جونز است به کارگردانی سوفی فاینز که نخستین بار در جشنواره بین‌المللی فیلم تورنتو به نمایش درآمد.
در نام فیلم «سرخه چراغ» چراغ قرمز بالای در استودیو است که هنگام ضبط برای اخطار ورود افراد روشن و خاموش می‌شود. بمی نیز نام قرص نان سنتی جامائیکایی است. به گفته جونز وی این دو نام را برای اشاره به زندگی حرفه ای و شخصی اش بکار برده‌است.